# Moschea Mohabbat Khan
La Moschea Mahabat Khan (Pashto e Urdu: مہابت خان مسجد; Hindko: مہابت خان مسیت) è una moschea situata a Peshawar, in Pakistan.
La moschea fu costruita nel 1670 e prese il nome dal governatore Mahabat Khan. L'edificio è caratterizzata dalla facciata realizzata completamente in marmo bianco ed è considerato uno dei luoghi più simbolici di Peshawar. Nel 2017 la moschea è stata oggetto di un'importante opera di restauro.